# Rhopalizus laevicollis
Rhopalizus laevicollis är en skalbaggsart som beskrevs av Schmidt 1922. Rhopalizus laevicollis ingår i släktet Rhopalizus och familjen långhorningar. Inga underarter finns listade i Catalogue of Life.